# Friedrichshafen FF 71
Die Friedrichshafen FF 71 war ein deutsches Schwimmerflugzeug am Ende des Ersten Weltkriegs, das durch Umbau eines Militärflugzeugs in ein ziviles Passagierflugzeug entstand.

## Entwicklung
Die FF 71 wurde aus dem militärischen Seeaufklärer FF 49c abgeleitet. Es entstand mindestens ein Prototyp, der im April 1919 erstmals flog. Die Fluggastkabine war anfangs offen und befand sich direkt hinter dem Motor. In dieser laut einem Typenkatalog von 1919 als FF 71a bezeichneten Ausführung konnten zwei sich gegenübersitzende Personen untergebracht werden; der Pilot und der Funker befanden sich in einer Kabine dahinter. Dieser Typ wurde für Rundflüge und auf kurzen Zubringerstrecken in die Ostseebäder genutzt, wobei das zweite Besatzungsmitglied auch öfter durch einen Fluggast ausgetauscht wurde. Der Flugzeugbau Sablatnig, bei dem die FF 49c während des Krieges in Lizenz gebaut wurde, begann im Juni/Juli 1919 den Umbau von fünf FF-49c-Rümpfen mit aufgesetzter Kabinenhaube für drei Passagiere und davor liegendem offenen Pilotensitz. Diese Variante wurde als FF 71b bezeichnet und auf längeren Routen eingesetzt. Eines dieser Flugzeuge erhielt eine weit nach vorn gezogene Kabinenabdeckung, die auch die davor liegende Pilotenkanzel mit einschloss (siehe Foto). In der Luftfahrzeugrolle sind insgesamt fünf FF 71 mit den Kennzeichen D–40, D–46 bis 48 und D–120 nachweisbar, die von der DVS, der Severa und dem Lloyd-Luftverkehr Sablatnig hauptsächlich im Ostseeraum genutzt wurden. Die bei der Aero-Sport GmbH Warnemünde fliegende D-47 musste am 11. April 1927 während eines Ausbildungsfluges aufgrund Motorversagens notwassern und ging dabei zu Bruch; Personenschäden gab es keine. Die letzte, ebenfalls in Warnemünde eingesetzte FF 71a der DVS (D–40) wurde erst 1931 außer Dienst gestellt.

## Aufbau
Die FF 71 war wie ihr Ausgangsmuster FF 49 ein konventionell ausgeführter, dreistieliger verspannter Doppeldecker in Holzbauweise mit Stoffbespannung. Sowohl Ober- als auch Unterflügel waren mit Querrudern versehen. Das Schwimmwerk bestand aus hölzernen Schwimmern, die durch Streben mit dem Rumpf verbunden waren. Das Leitwerk war abgestrebt mit weit vorn angesetzter Seitenflosse und heruntergezogenem Seitenruder. Die FF 71 besaß gute Flugeigenschaften, war einfach zu handhaben und bei den Piloten beliebt. Vollbeladen besaß sie eine Seefähigkeit bis Windstärke 4.

## Technische Daten
| Kenngröße                                      | Daten (FF 71a)                                           | Daten (FF 71b)                                           |
| ---------------------------------------------- | -------------------------------------------------------- | -------------------------------------------------------- |
| Besatzung                                      | 1–2                                                      | 1                                                        |
| Passagiere                                     | 2–3                                                      | 3                                                        |
| Spannweite                                     | 17,20 m                                                  | 17,20 m                                                  |
| Länge                                          | 11,60 m                                                  | 11,60 m                                                  |
| Höhe                                           | 4,10 m                                                   | 4,10 m                                                   |
| Flügelfläche                                   | 71,16 m²                                                 | 71,16 m²                                                 |
| Flächenbelastung                               | 29,50 kg/m²                                              | 29,58 kg/m²                                              |
| Leistungsbelastung                             | 9,13 kg/PS (12,43 kg/kW)                                 | 9,15 kg/PS (12,45 kg/kW)                                 |
| Flächenleistung                                | 3,23 PS/m² (2,37 kW/m²)                                  | 3,23 PS/m² (2,37 kW/m²)                                  |
| Rüstmasse                                      | 1425 kg                                                  | 1475 kg                                                  |
| Nutzlast                                       | 305 kg                                                   | 290 kg                                                   |
| Zuladung                                       | 675 kg                                                   | 630 kg                                                   |
| Startmasse                                     | 2100 kg                                                  | 2105 kg                                                  |
| Verhältnis Zuladung zu Startmasse              | 32 %                                                     | 30 %                                                     |
| Verhältnis Nutzlast zu Startmasse              | 15 %                                                     | 14 %                                                     |
| Antrieb                                        | ein wassergekühlter Sechszylinder-Reihenmotor Benz Bz IV | ein wassergekühlter Sechszylinder-Reihenmotor Benz Bz IV |
| Nennleistung                                   | 200 PS (147 kW) bei 1400/min                             | 200 PS (147 kW) bei 1400/min                             |
| Verbrauch                                      | 49 kg/h bei Reiseflug                                    | 49 kg/h bei Reiseflug                                    |
| Höchstgeschwindigkeit                          | 130 km/h                                                 | 130 km/h                                                 |
| Reisegeschwindigkeit                           | 125 km/h                                                 | 120 km/h                                                 |
| Landegeschwindigkeit                           | 80 km/h                                                  | 80 km/h                                                  |
| Steiggeschwindigkeit                           | 2,00 m/s                                                 | 2,00 m/s                                                 |
| Dienstgipfelhöhe                               | 3000 m                                                   | 3000 m                                                   |
| Reichweite bei Reiseleistung ohne Reserven     | 600 km                                                   | 480 km                                                   |
| max. Flugdauer bei Reiseleistung ohne Reserven | 5,30 h                                                   | 4,00 h                                                   |